# Monasterio de Santa María (Estany)
El monasterio de Santa María se encuentra en la pequeña localidad catalana de Estany, dentro de la comarca del Moyanés en España. Fue declarado Monumento Histórico Artístico en 1931.
Los alrededores de la población están formados por un pequeño valle rodeado de montañas de más de mil metros. Aquí se congregaban en verano las aguas que bajaban de las montañas y formaban un pequeño estanque (en catalán, estany) que regaba las tierras de alrededor convirtiéndolas en idóneas para la agricultura. Esta fertilidad dio origen a un pequeño enclave de población en el lugar en el que hoy en día se encuentra l’Estany. El estanque desapareció en 1570 al construirse una conducción subterránea que permitía que el agua se filtrara.

## Historia
Los primeros documentos escritos que hablan sobre la existencia de una iglesia en la zona de l'Estany son del año 990; se trata del documento en el que Sendred, propietario del castillo de Gurb, cedía la titularidad de la misma a la sede de Vich. La cesión no se realizó, sin embargo, hasta el 1080 y fue Guillem Ramon de Taradell quien entregó el templo al obispo de Vich, Berenguer Seniofred (o Sunifred) de Lluçà. Fue este mismo obispo quien decidió construir un monasterio de canónigos agustinos en la zona, cuyo templo consagró él mismo en compañía de san Oleguer en 1133.
El monasterio tuvo una fuerte influencia que se dilató más allá de la comarca. Las propiedades de Santa María se extendían hasta lugares distantes como Sabadell o San Celoni gracias a las donaciones de los nobles de la zona. Durante los siglos XII y XIII se crearon algunas pequeñas filiales. A principios del siglo XIII se realizó una reforma del monasterio que culminó con la construcción del claustro a principios del siglo XIV.
La comunidad estaba formada por doce canónigos, su abad y diversos clérigos que también residían en el monasterio. La comunidad monástica permaneció en Santa María hasta la secularización de 1592 cuando el cenobio se convirtió en colegiata regida por un arcipreste dependiente de Moyá. Solo se produjeron dos abandonos previos, en 1395 tras el incendio de la abadía como consecuencia de revueltas y tensiones internas y en 1438, cuando los canónigos dejaron el monasterio e intentaron, sin éxito, unirse a la canónica de Manresa.

## Arquitectura

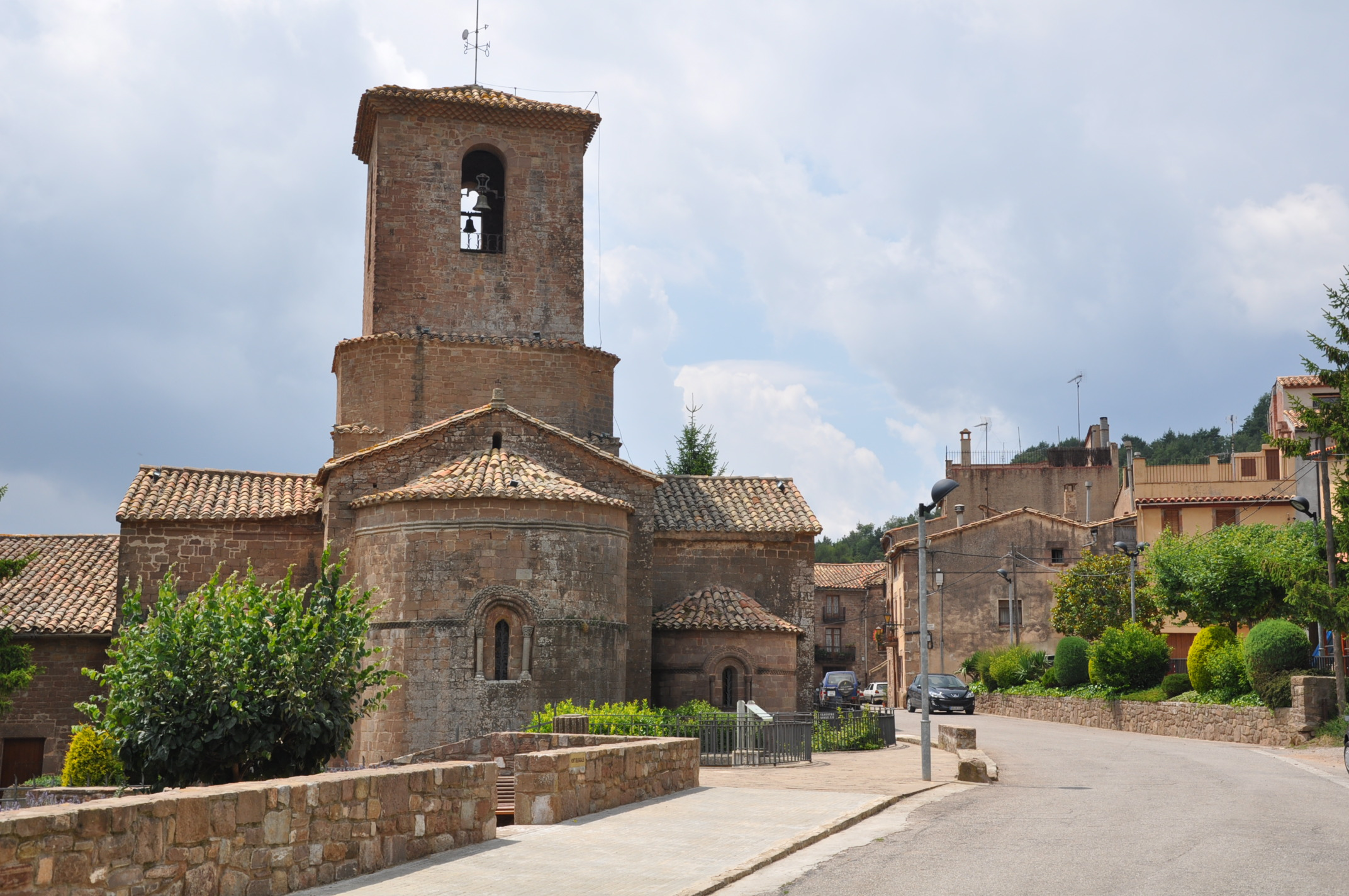
Monasterio de Santa María

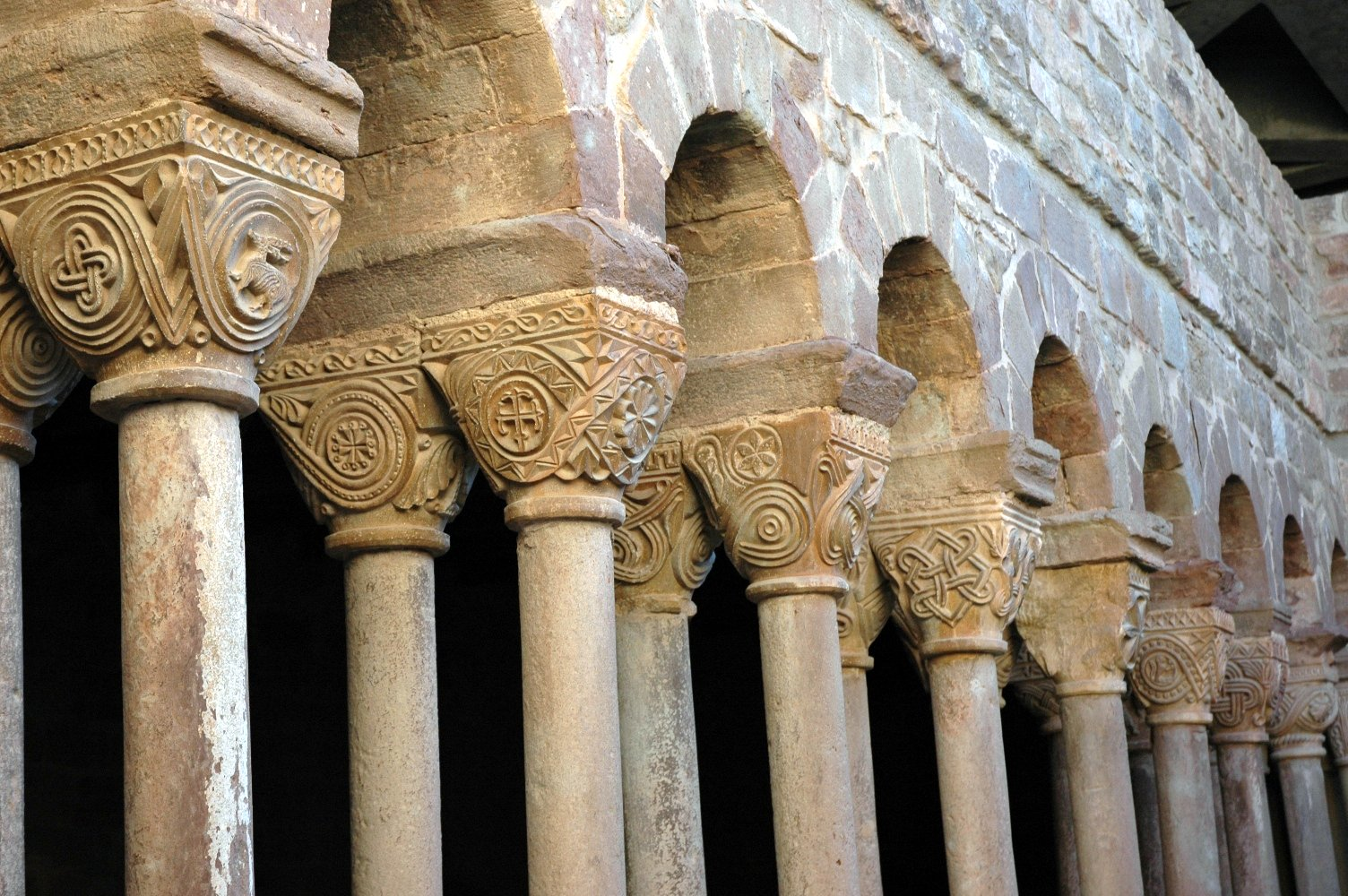
Detalle del claustro

Los restos que aún quedan del antiguo cenobio están compuestos por el claustro, la iglesia y la abadía que ordenó construir entre 1316 y 1329 el abad Berenguer de Riudeperes. 
La iglesia de Santa María, de estilo románico de nave única y con tres ábsides, fue construida en el siglo XII. Sufrió graves desperfectos durante el terremoto ocurrido la noche del 24 de mayo de 1448. El sismo destruyó el campanario que se alzaba sobre el cimborrio así como una parte del templo. La iglesia se reconstruyó mediante arcos góticos que quedaron posteriormente cubiertos durante una nueva reconstrucción llevada a cabo en el siglo XVII. En su interior se encuentra una imagen de la Virgen amamantando al niño en una talla del siglo XIV y el altar está presidido por su patrona la virgen de Santa María del Estany, del siglo XVI, esculpida en alabastro y policromada; de esta policromía casi no quedan vestigios.
El claustro es de planta cuadrada regular. Cada una de las galerías está compuesta por diez arcos en los que se encuentran nueve pares de columnas. Destacan los capiteles que se encuentran en muy buen estado de conservación. Una de las alas, la más cercana a la iglesia y que se construyó en el siglo XII, contiene capiteles que describen escenas de la Biblia. Solo uno de los capiteles muestra una escena del Antiguo Testamento mientras que el resto de los grabados está dedicado a la vida de la Virgen María y a la de Cristo. Los capiteles de cada una de las demás galerías muestran escenas diversas que van desde figuras de monstruos fantásticos a otras escenas más paganas como la de una joven dama que peina su cabellera o algunos juglares bailando.